# Мительман, Борис Яковлевич
Борис Яковлевич Мительман (при рождении Бенциан Израилевич-Янкелевич Мительман; 4 января 1886, Саратов, Саратовская губерния, Российская империя — 7 июля 1975, Москва) — советский архитектор.

## Биография
Родился 4 января 1886 года в Саратове, в семье могилёвского мещанина Израиля-Янкеля Арон-Мовшовича Мительмана (1855—?), который содержал магазин униформ, пуговиц и эполет на Немецкой улице. Дед, Арон-Мовша Лейбович Мительман (1813—?), на протяжении многих лет избирался старостой Тишовского общества, а к 1879 году семья перебралась из Тишовки в Могилёв и был причислена из земледельцев в мещанское сословие.
Среднее образование получил в Саратовском втором реальном училище и в Саратовском художественном училище имени А. П. Боголюбова. До 1914 года проходил обучение на архитектурном факультете в Гентском университете. В 1917—1918 годах работал в архитектурном бюро в Лейпциге. В 1919 году возвратился в Россию. 
В 1921 году окончил Московский институт гражданских инженеров, защитив дипломный проект «Астрономическая обсерватория» под руководством И. А. Голосова. В 1923 году работал над планом по реконструкции Москвы «Новая Москва» под руководством А. В. Щусева, затем на постройке Всероссийской сельскохозяйственной выставки.
В 1940—1941 годах — сотрудник управления Мосэнерго, затем старший архитектор строительного отдела ПКБ.
Среди осуществлённых Б. Я. Мительманом проектов (многие совместно с И. А. Голосовым) — Дворец культуры в Сталинграде (1928), Дом правительства Калмыкии в Элисте (1928—1932), фабрика киноплёнки в Казани, жилой дом кооператива «Новкомбыт» (новый коммунистический быт) в Москве (1928), дом-коммуна (жилкомбинат) УМС в Москве (1931), многоэтажный жилой дом № 6 по Большой Дорогомиловской улице в Москве (1932—1935).
Жил в Большом Козихинском переулке, дом 8, кв. 9 (до конца 1920-х), затем на Покровке, дом 19, кв. 1 (конец 1920-х — 1930-е). Последние десятилетия жил по адресу: улица Кирова, 24.

## Семья
- Брат — Лев Яковлевич (Лейвик Янкелевич-Израилевич) Мительман (1 мая 1884 — 1965)[10], художник, учился в Боголюбовском рисовальном училище, в 1901—1903 годах — в Петербургской Академии художеств, затем в Пензенском художественном училище и вновь в Академии художеств; в 1910 году участвовал в выставке Союза молодёжи в Риге; с 1923 года возглавлял художественную студию в Омске, преподавал живопись и рисование в Сибирском художественно-промышленном техникуме имени М. А. Врубеля; умер в 1965 году в Ташкенте.
- Брат — Соломон Яковлевич Миттельман (1896 — после 1946), исследователь Арктики, промысла рыбы и рыбо-консервного производства; заместитель директора Института по изучению Севера (1928—1930).